# Relaciones Hungría-Uruguay
Las Relaciones Hungría-Uruguay se refiere a las relaciones bilaterales entre Hungría y la República Oriental del Uruguay. Ambas naciones son miembros de las Naciones Unidas. 

## Historia
El 7 de diciembre de 1870, el Imperio austrohúngaro y Uruguay firmaron un Tratado de Comercio, Navegación y Amistad. A finales de 1800 y principios de 1900; aproximadamente 5,000 a 7,000 húngaros emigraron a Uruguay. En 1936, se estableció la Asociación Uruguaya Húngara en Montevideo. También hubo una afluencia importante de judíos húngaros a Uruguay durante la primera mitad del siglo XX.
En 1953, Hungría abrió una oficina comercial en Montevideo. El 14 de junio de 1956, ambas naciones establecieron relaciones diplomáticas. Sin embargo, las relaciones diplomáticas no se pudieron realizar hasta 1964 debido a la Revolución húngara de 1956.
Las visitas iniciales de alto nivel entre ministros de Relaciones Exteriores se llevaron a cabo en 1972 cuando el Viceministro de Relaciones Exteriores de Hungría, Imre Hollai, realizó una visita a Uruguay. En 1986, el ministros de Relaciones Exteriores uruguayo, Enrique V. Iglesias, realizó una visita a Hungría. Habría otras visitas ministeriales de alto nivel entre ambas naciones. 
En 2002, Uruguay cerró su embajada en Budapest debido a restricciones presupuestarias.

## Visitas de alto nivel

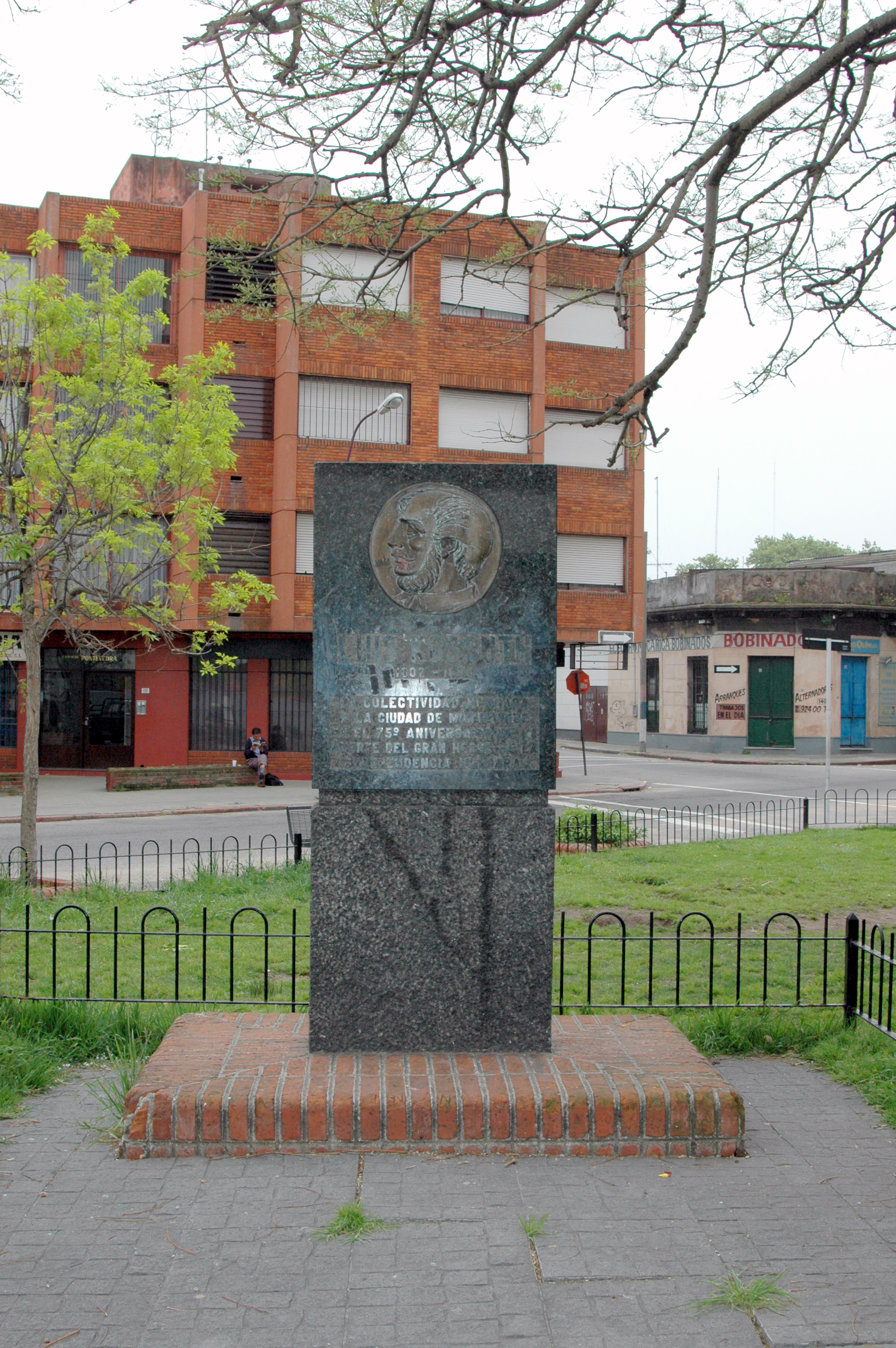
Monumento a Lajos Kossuth en Montevideo.

Visitas de alto nivel de Hungría a Uruguay
- Ministro del Interior István Szurdi (1967)
- Viceministro de Relaciones Exteriores Imre Hollai (1972)
- Ministro de Comercio Péter Veress (1986)
- Presidente Károly Németh (1987)
- Ministro de Asuntos Exteriores Péter Szijjártó (2013)

Visitas de alto nivel de Uruguay a Hungría
- Ministro de Relaciones Exteriores Enrique V. Iglesias (1986)
- Ministro de Relaciones Exteriores Luis Barrios Tassano (1989)

## Acuerdos bilaterales
Ambas naciones han firmado algunos acuerdos bilaterales, como un Acuerdo Interbancario (1950); Acuerdo de promoción y protección recíprocas de inversiones (1992); y un Acuerdo para Evitar la Doble Tributación en el Impuesto sobre la Renta y el Patrimonio (1993).

## Misiones diplomáticas
- Hungría está acreditada ante Uruguay desde su embajada en Buenos Aires, Argentina y tiene una oficina de la embajada en Montevideo.[8]
- Uruguay está acreditado ante Hungría desde su embajada en Viena, Austria.[9]